# Sava Šumanović
Sava Šumanović (cyrilicí Сава Шумановић; 22. ledna 1896 - 30. srpna 1942) byl srbský malíř. Je považován za jednoho z nejvýznamnějších srbských malířů 20. století. Šumanovićovo dílo zahrnuje kolem 800 obrazů a také 400 kreseb a skic. Byl popraven během masové genocidy Srbů v Nezávislém státě Chorvatsko. Nejprve byl převezen do vězení v Hrvatské Mitrovici (dnešní Sremska Mitrovica), kde byl mučen Ustašovci, o dva dny později zastřelen spolu s dalšími vězni a pohřben ve společném hrobě.
V Šidu se nachází muzeum věnované jeho životu a dílu. Jeho díla jsou také vystavena v muzeích v Bělehradě, Novém Sadu, Kragujevaci, Zrenjaninu a Splitu.

## Vybraná díla

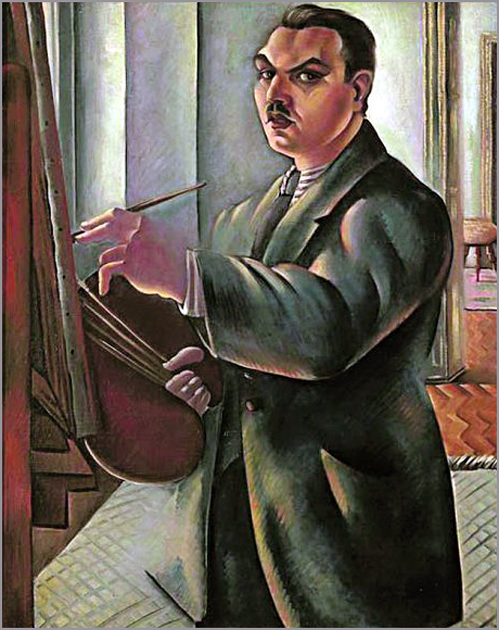
Autoportrét (1925)
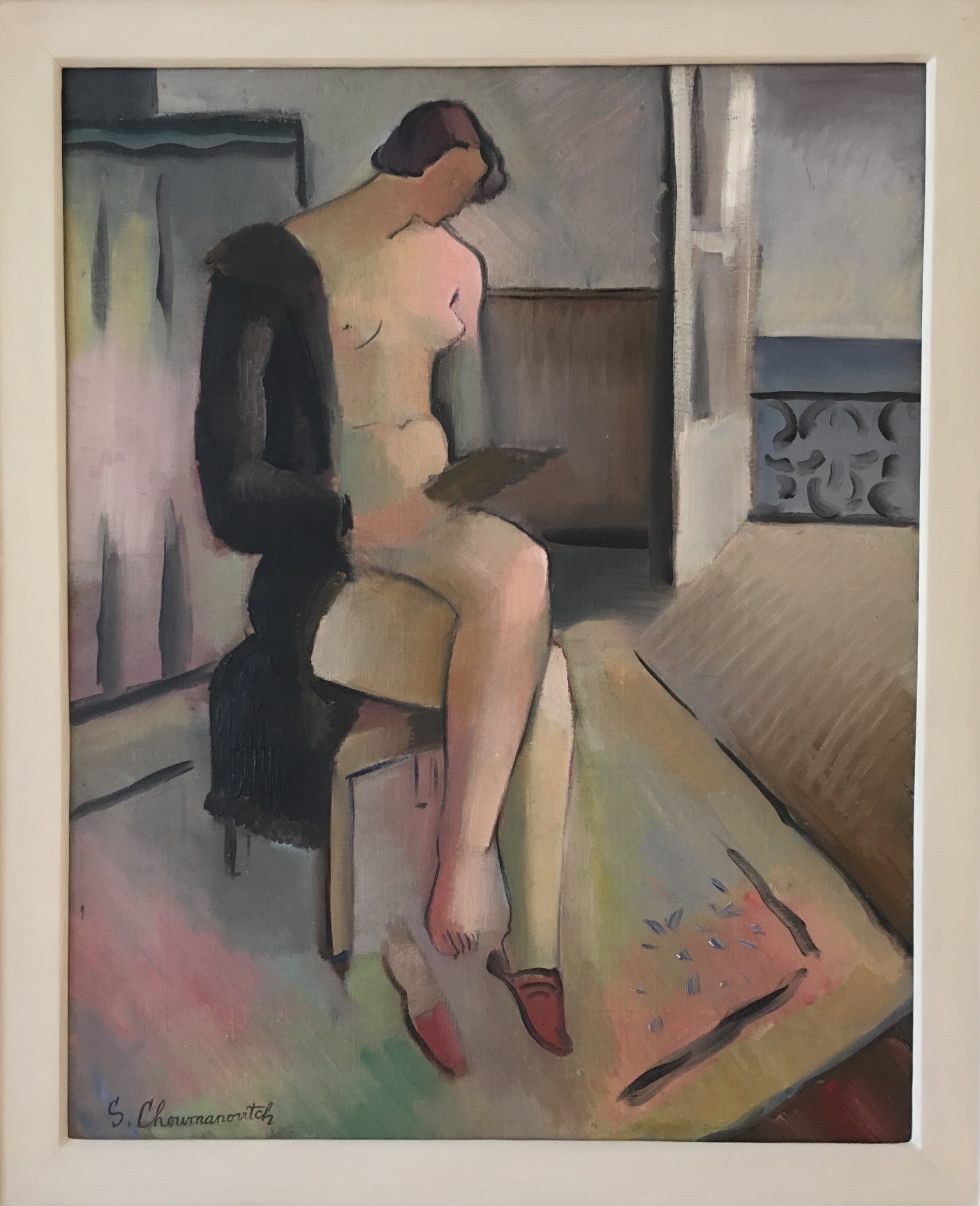
Akt u enterijeru (1926)
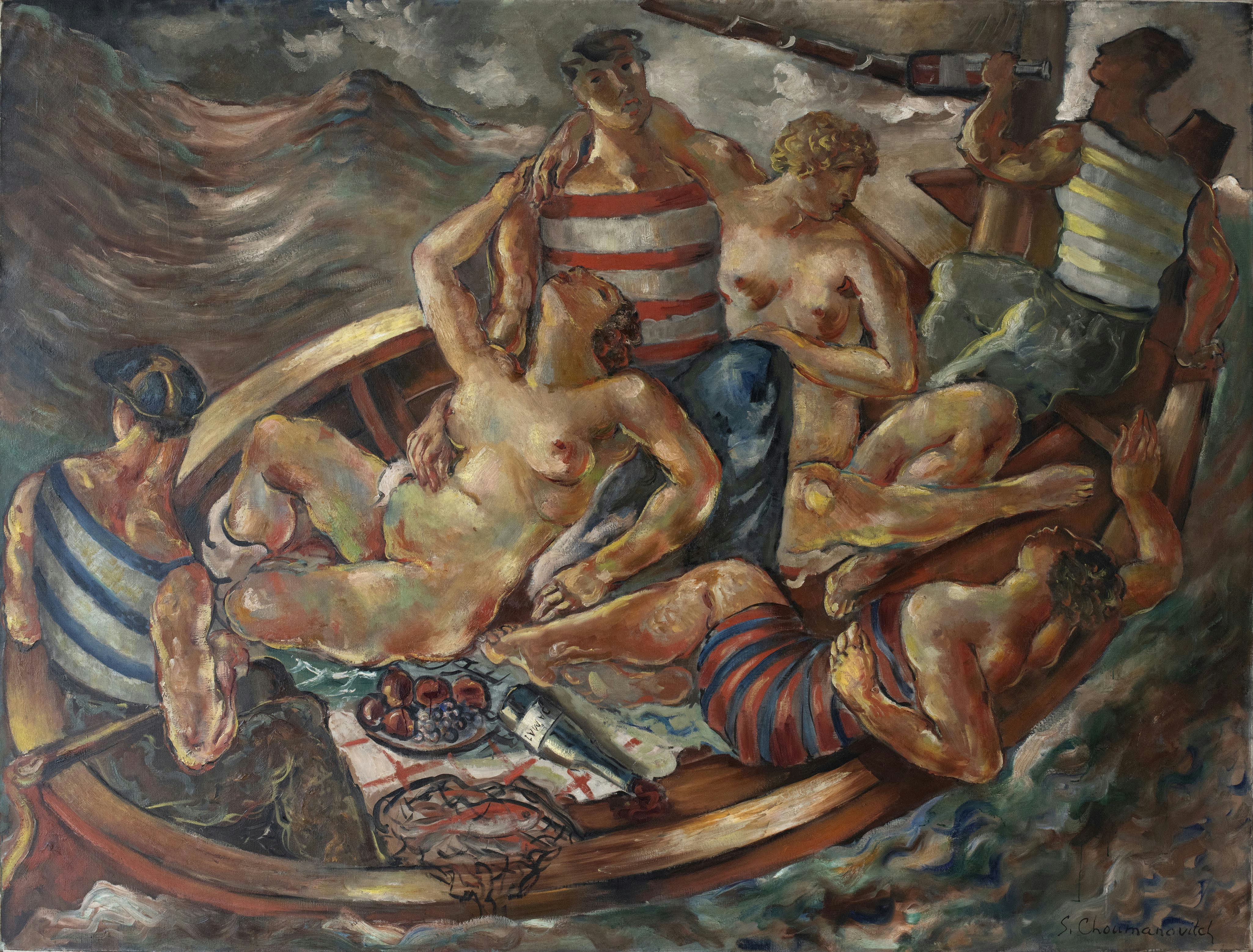
Pijana lađa (1927)
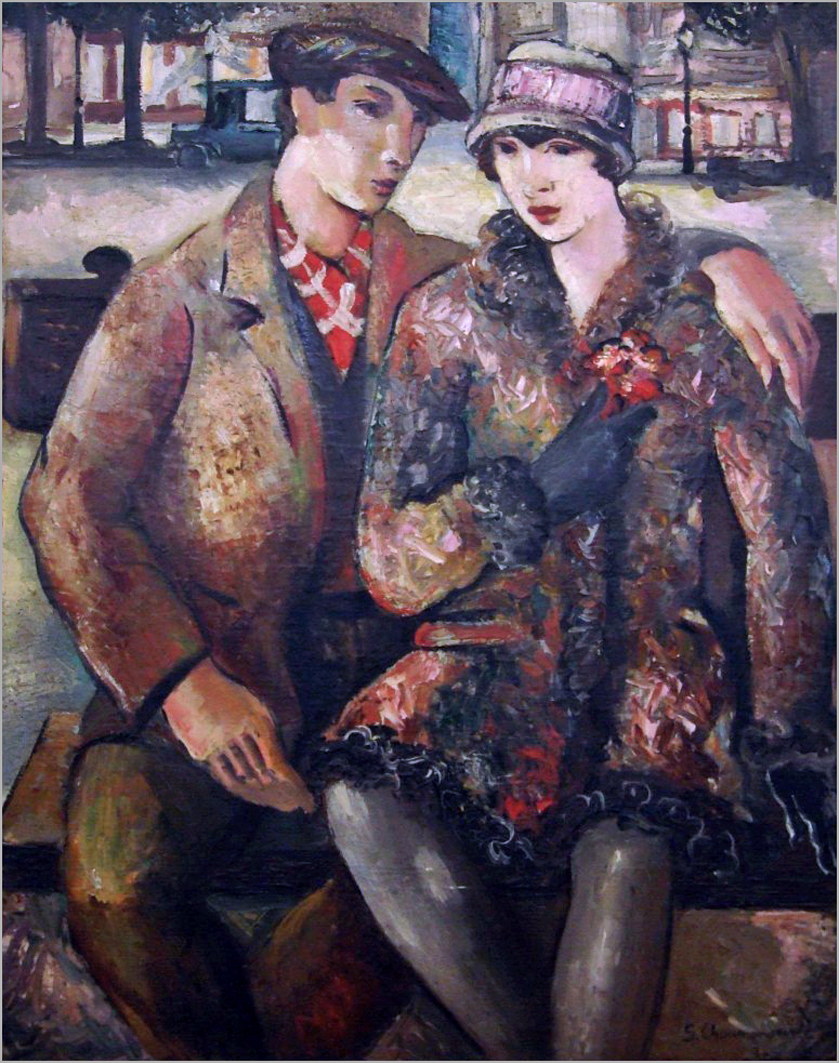
Láska z Paříže (1927)
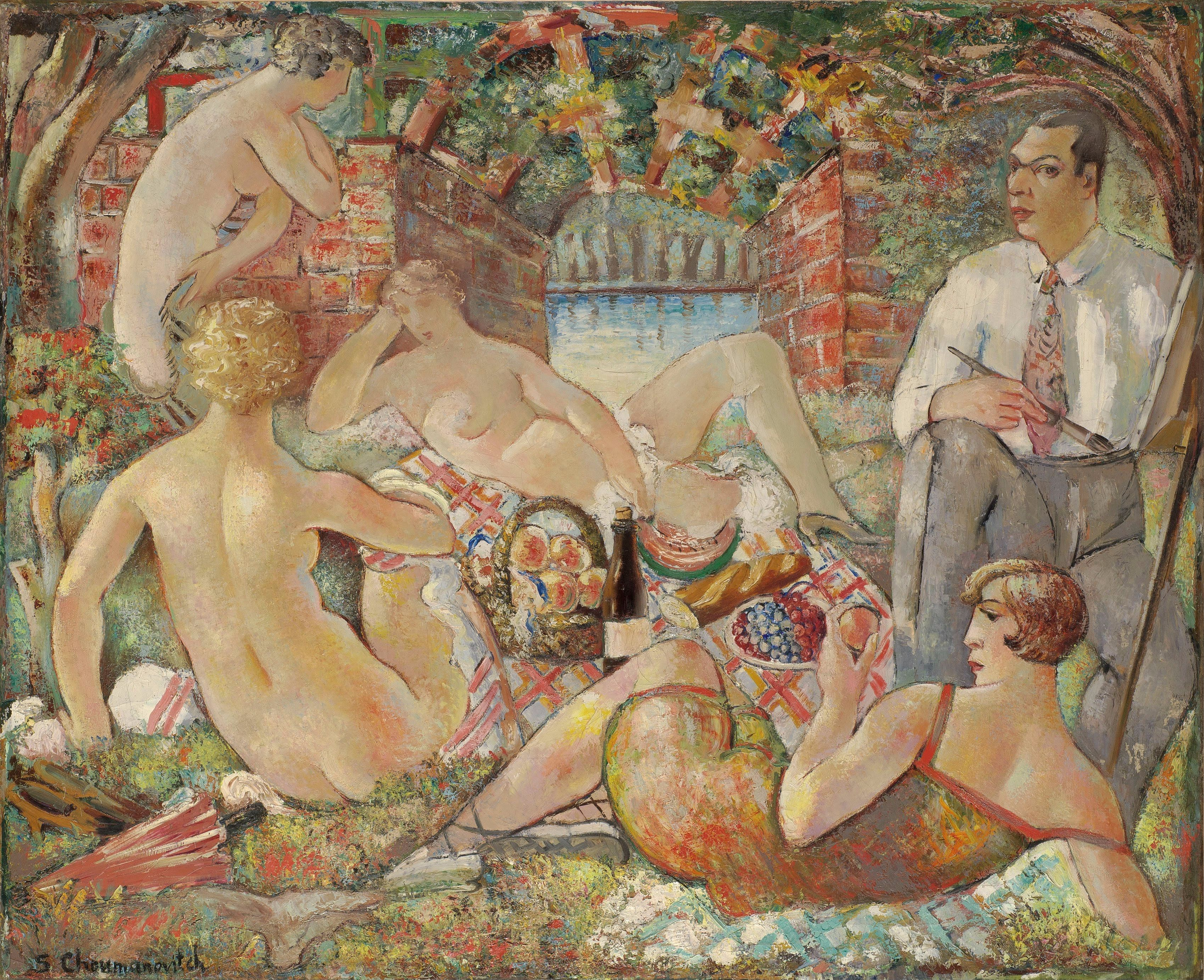
Oběd v trávě (1927)
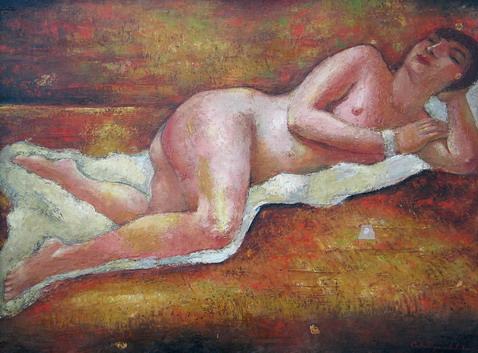
Ráno (1929)
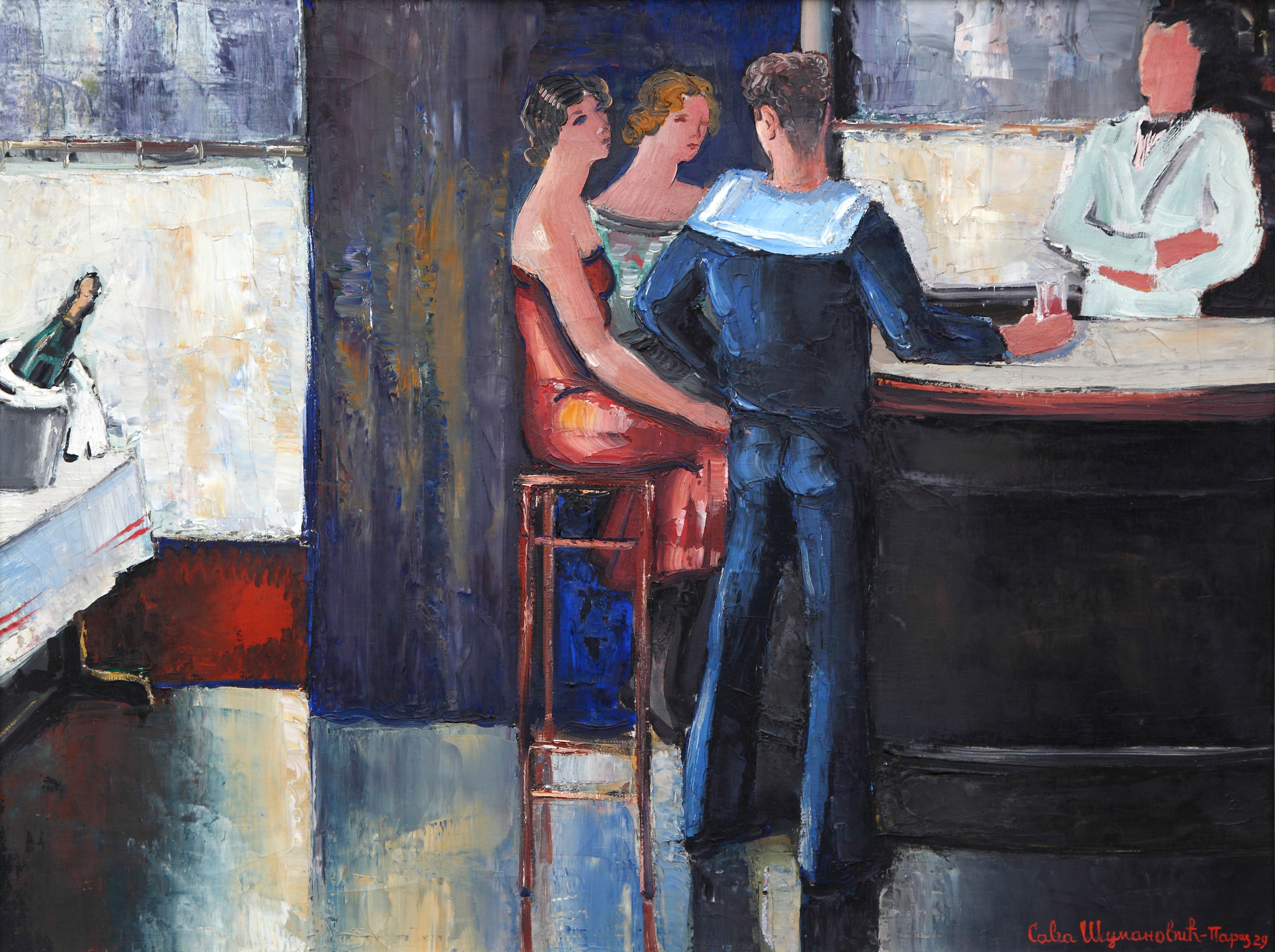
Bar u Parizu (1929)
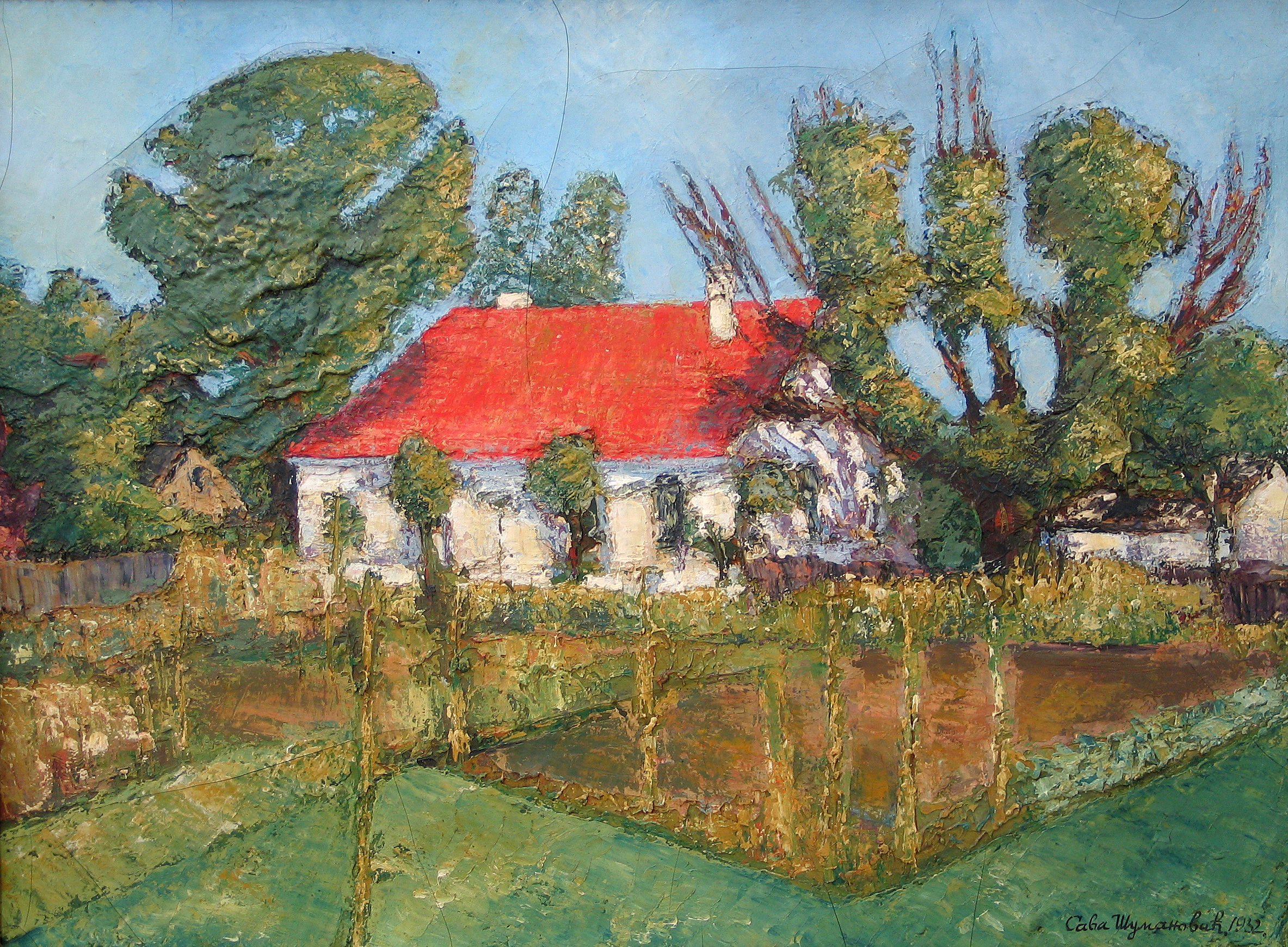
Seoska kuća (1932)
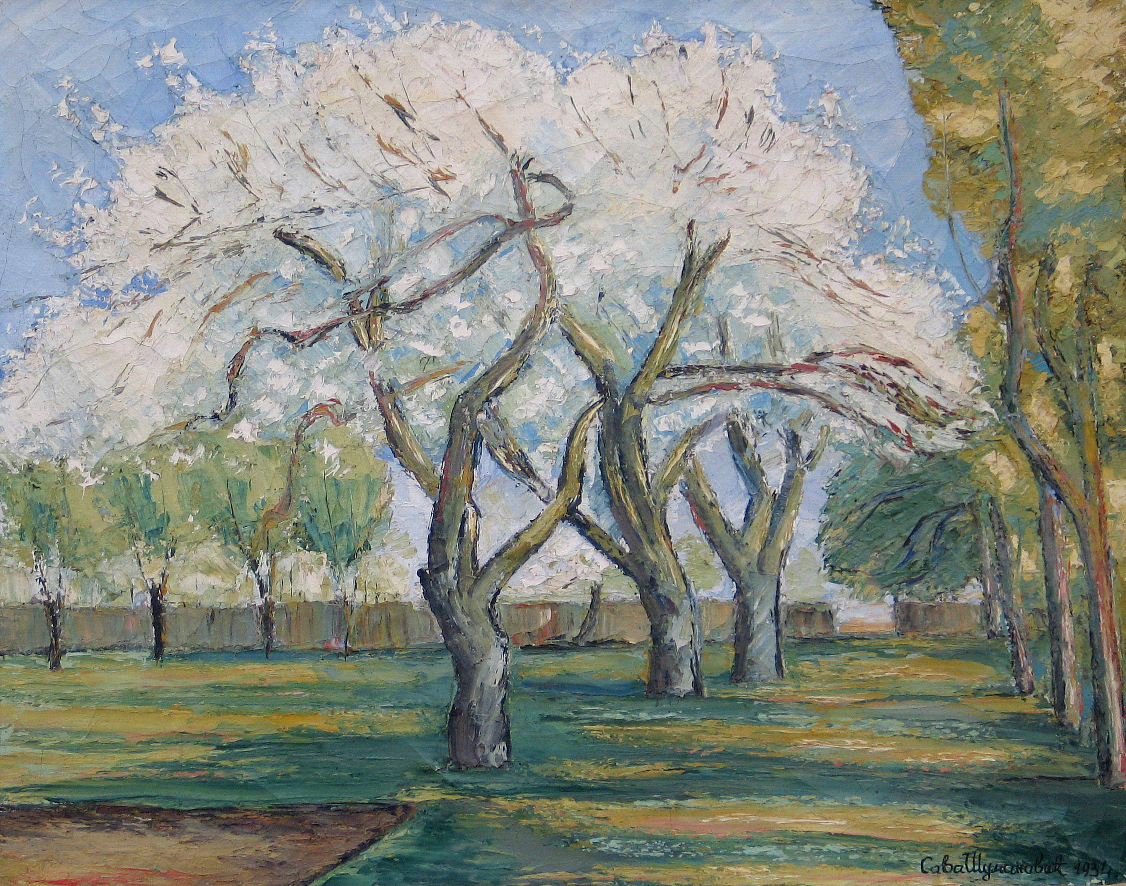
Proleće u šidskim baštama (1934)
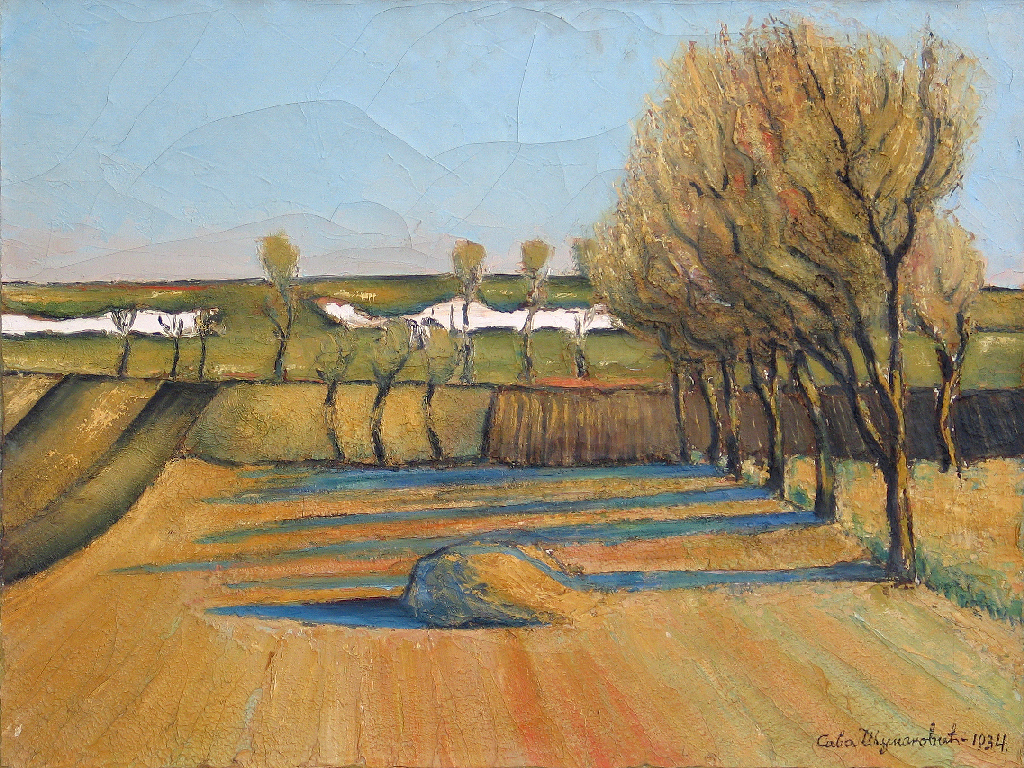
Pred proleće (1934)
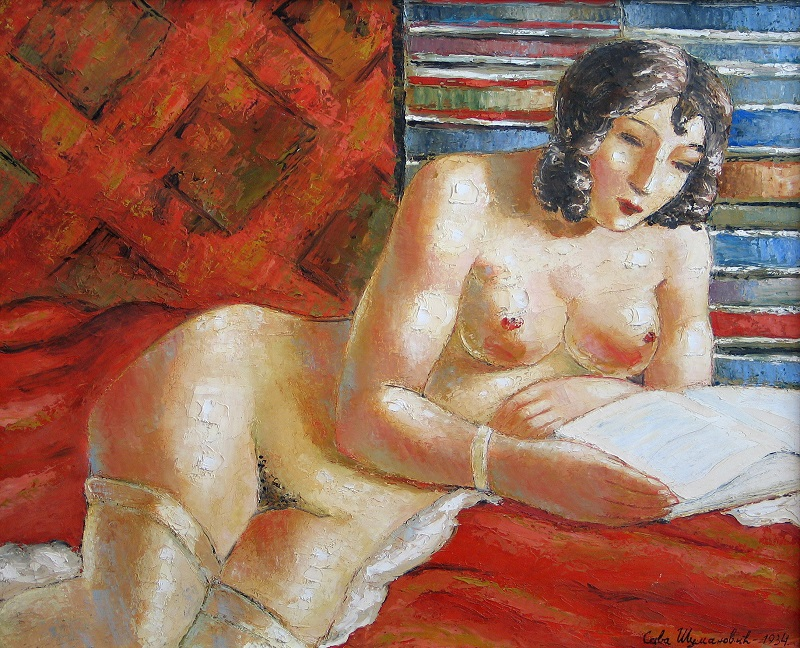
Napůl ležící ženský akt na gauči (1934)
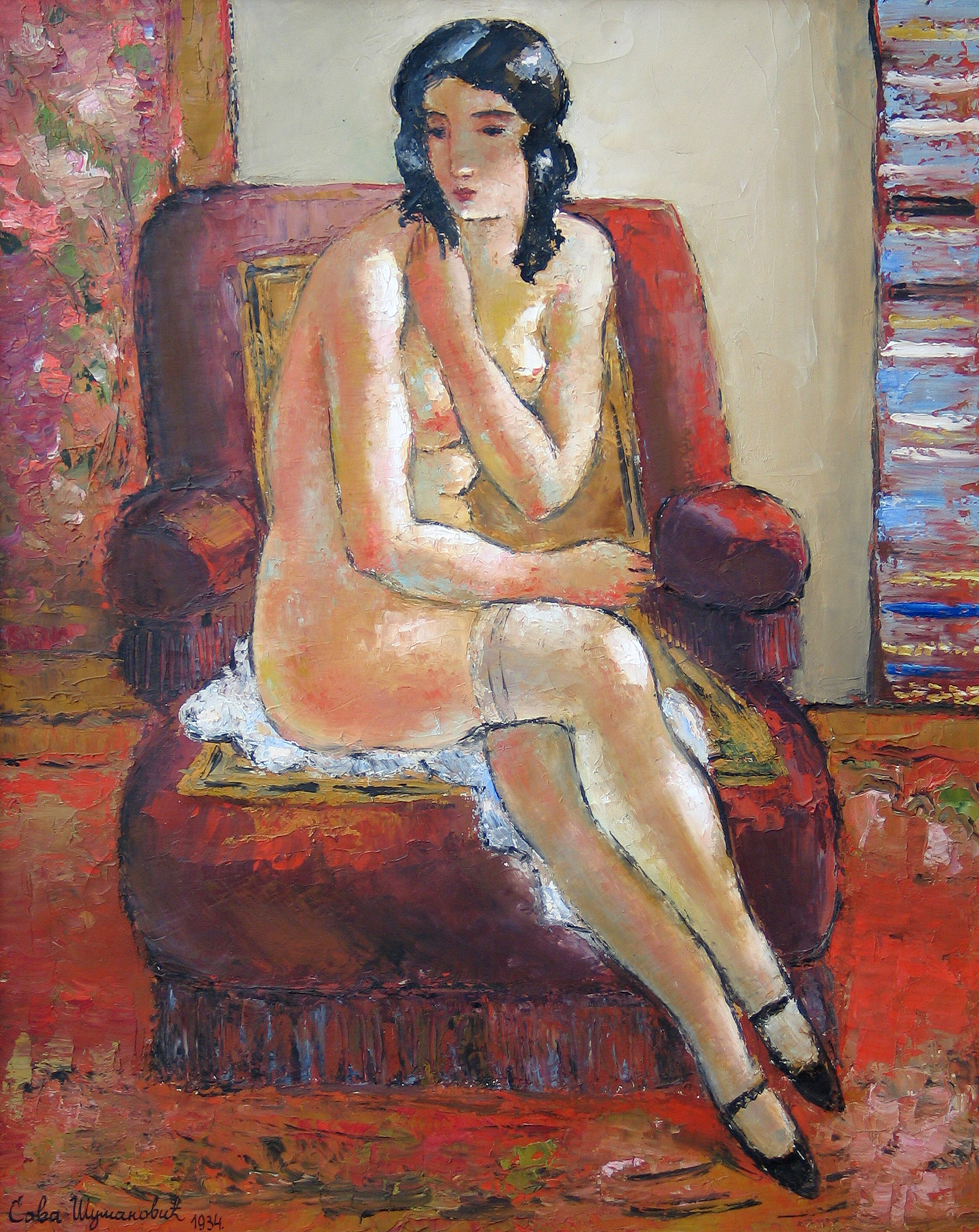
Ženski akt u crvenoj fotelji (1934)
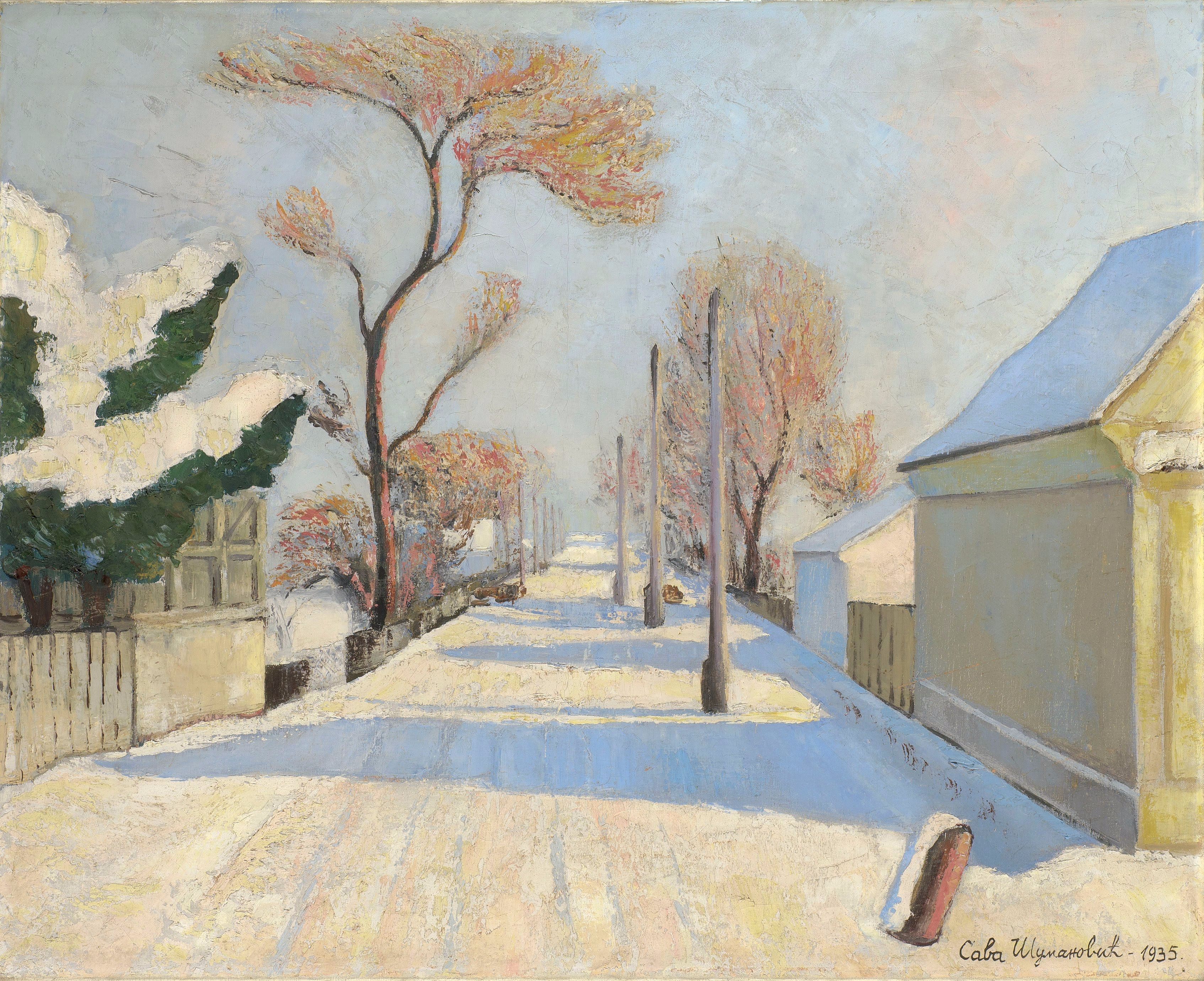
Šid pod sněhem (1935)
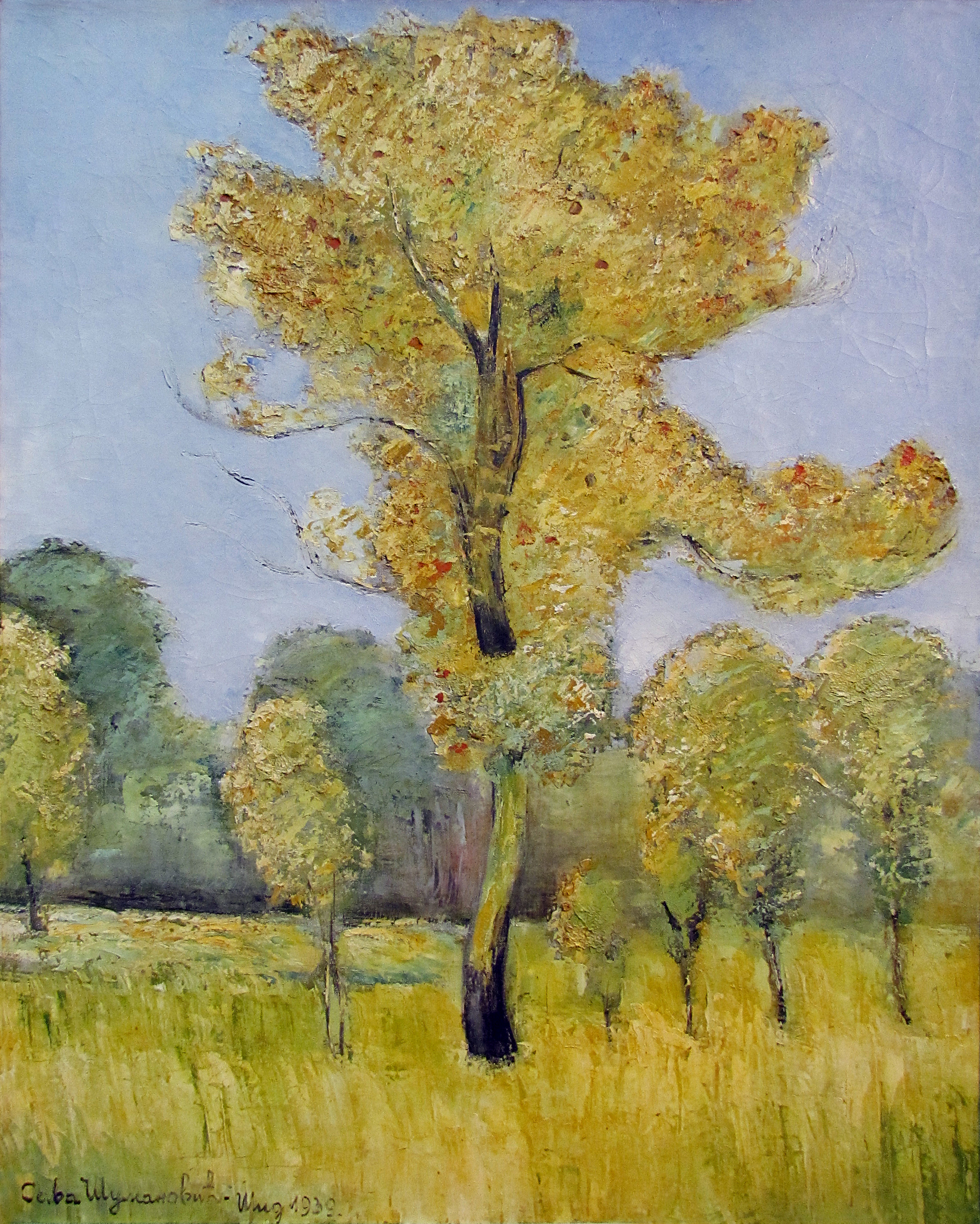
Jilm (1939)